# Ferrocarril Elèctric Takamatsu-Kotohira
El Ferrocarril Elèctric Takamatsu-Kotohira (高松琴平電気鉄道, Takamatsu-Kotohira Denki Tetsudō), sovint abreujat com a Kotoden (琴電 o ことでん) és una companyia de transport de passatgers de la prefectura de Kagawa, a Shikoku, Japó. La seu de l'empresa es troba a la ciutat de Takamatsu, la capital prefectural. La companyia opera tres línies de ferrocarrils així com diverses línies d'autobús i la targeta intel·ligent IruCa.

## Història
La companyia del Ferrocarril Elèctric de Takamatsu-Kotohira es va fundar l'1 de novembre de 1943 degut a la unió de dues companyies de ferrocarril de l'àrea de Takamatsu i Kotohira: el Ferrocarril Elèctric de Kotohira (琴平電鉄, Kotohira dentetsu) fundat el 1924, el Ferrocarril Elèctric de Takamatsu (高琴電鉄, Takamatsu dentetsu) fundat el 1909. El 1997, l'empresa va ser pionera al Japó a l'instal·lar sistemes de prevenció de suïcidis a les vies (moltes passen pel mig de la ciutat). Al primer any, els suïcidis es reduïren en un 40 percent.

## Línies
| Color i icona | Color i icona | No.    | Nom            | Nom original | Inaugurada | Darrera extensió | Llargaria | Estacions |
| ------------- | ------------- | ------ | -------------- | ------------ | ---------- | ---------------- | --------- | --------- |
| Groc          |               | K      | Línia Kotohira | 琴平線       | 1926       | 2013             | 32,9 km   | 22        |
| Verd          |               | N      | Línia Nagao    | 長尾線       | 1912       |                  | 14,6 km   | 16        |
| Roig          |               | S      | Línia Shido    | 志度線       | 1911       |                  | 12,5 km   | 16        |
| Total:        | Total:        | Total: | Total:         | Total:       | Total:     | Total:           | 60 km     | 54        |

## Parc mòbil

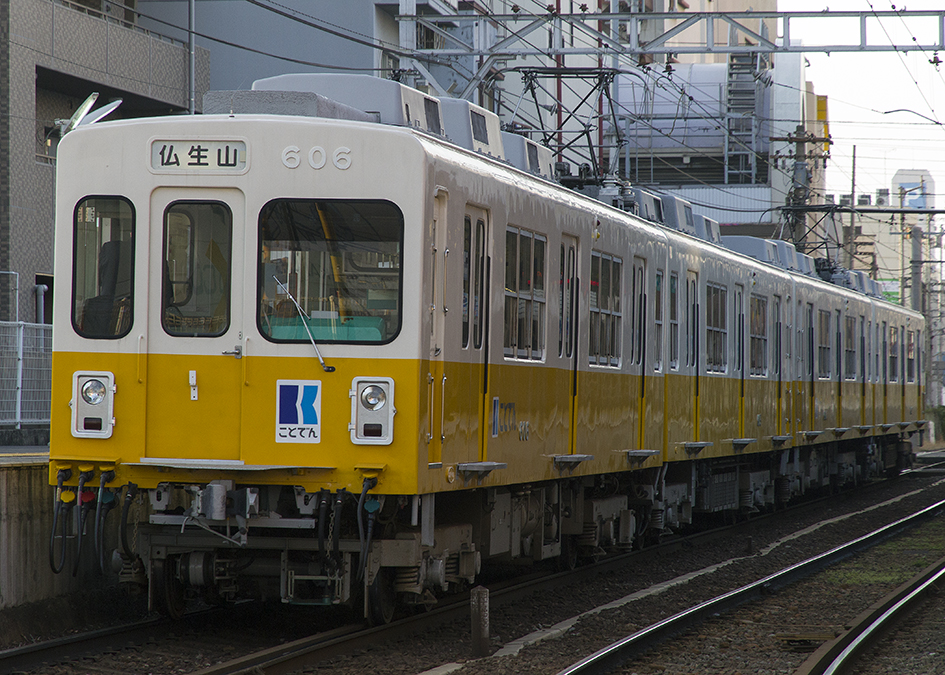
Sèrie 600
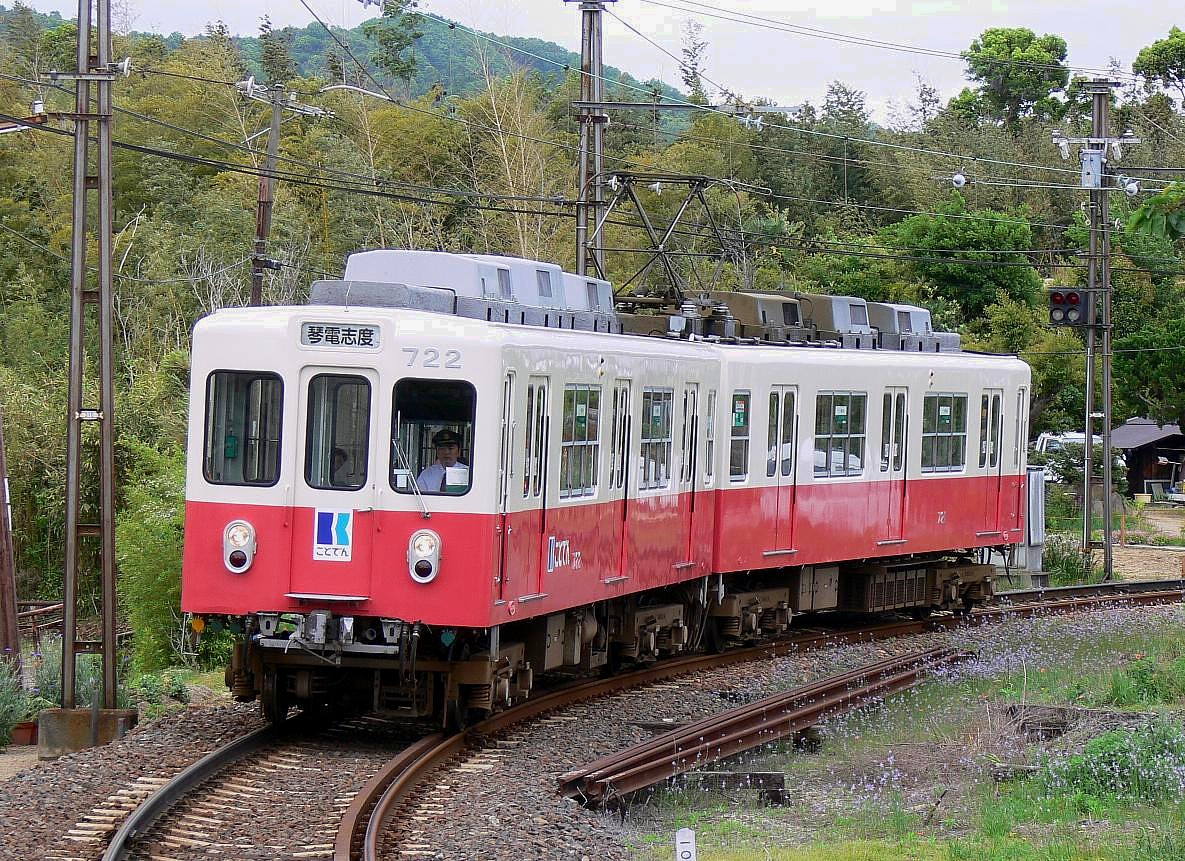
Sèrie 700
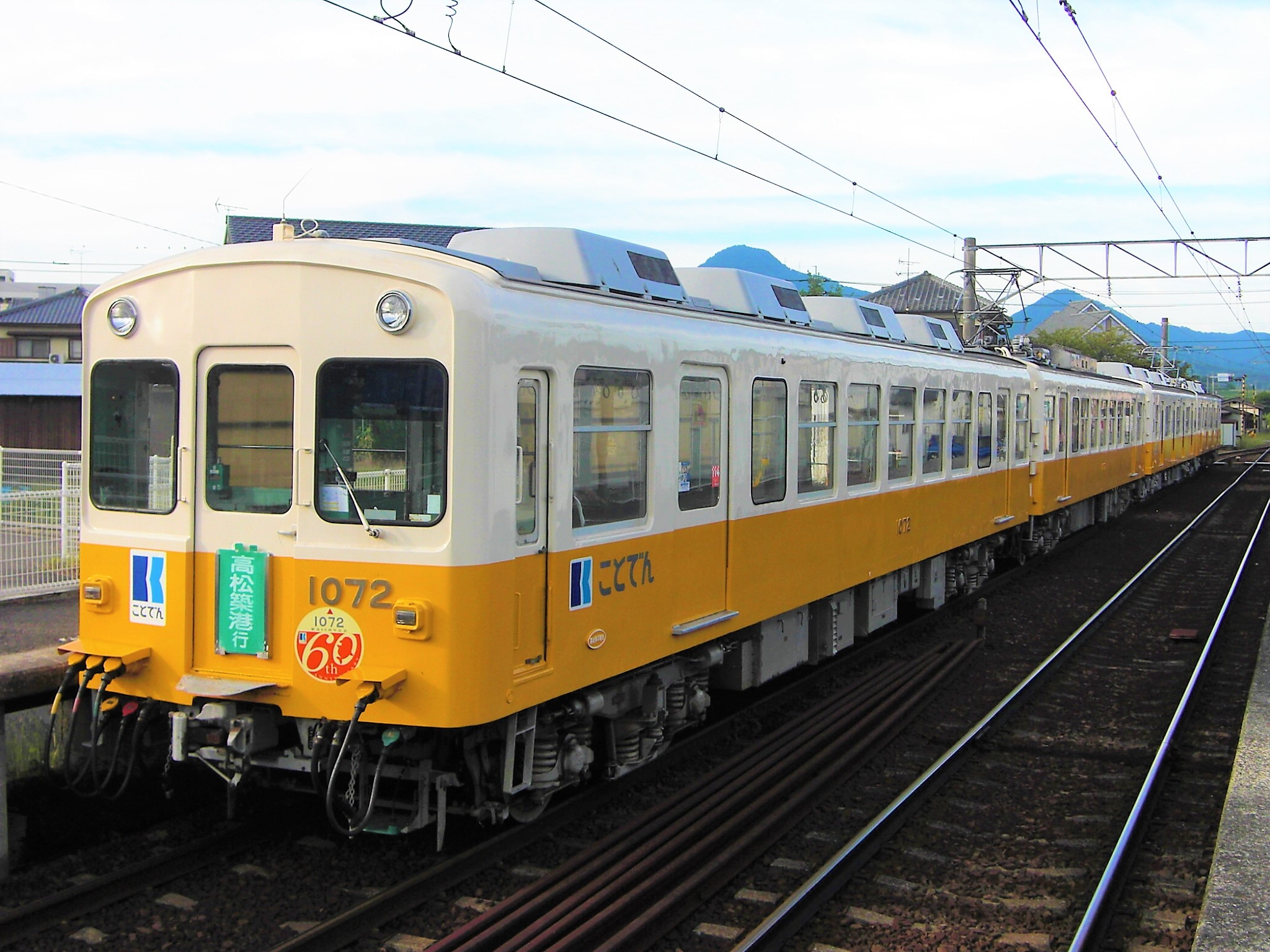
Sèrie 1070
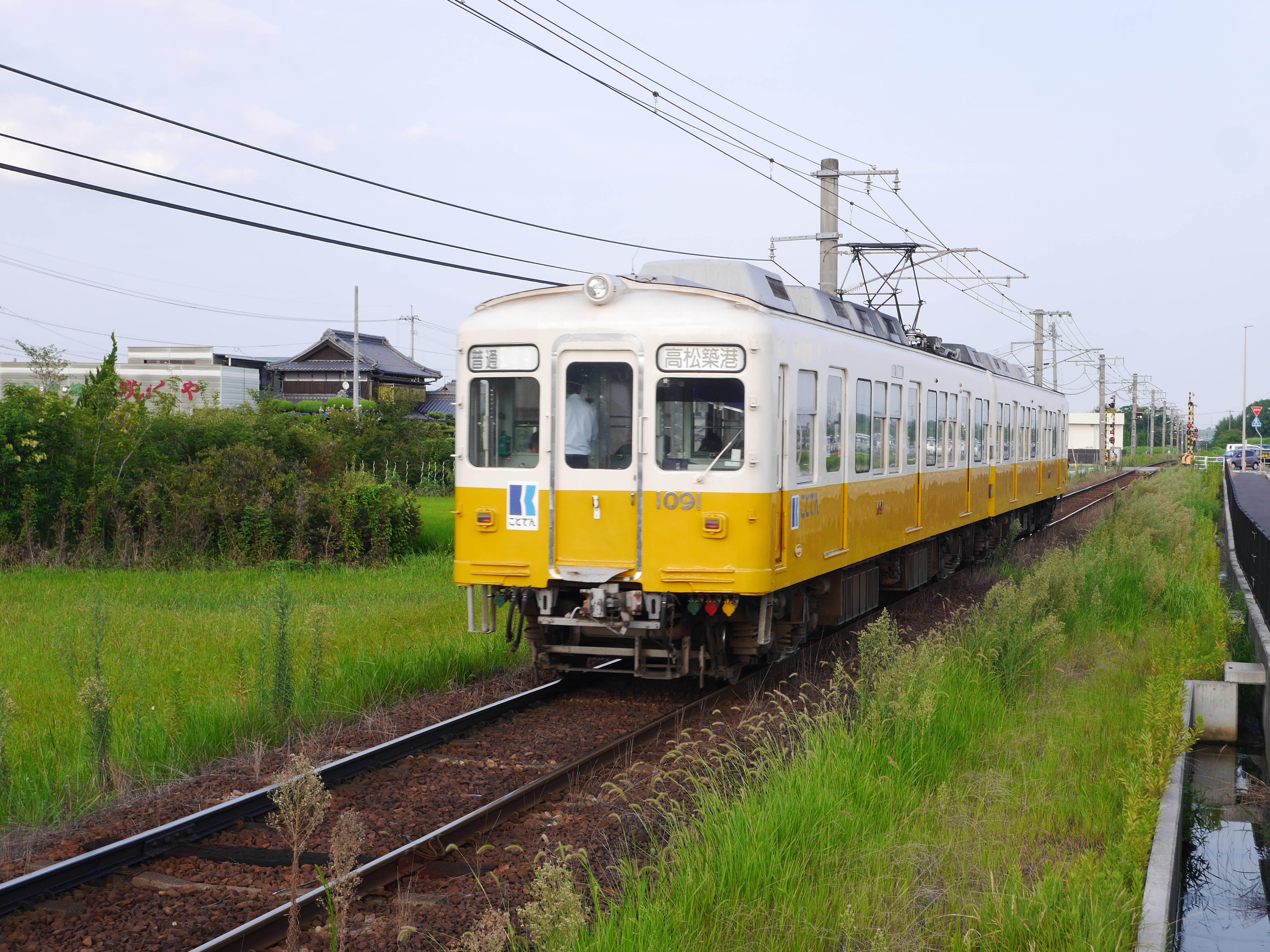
Sèrie 1080
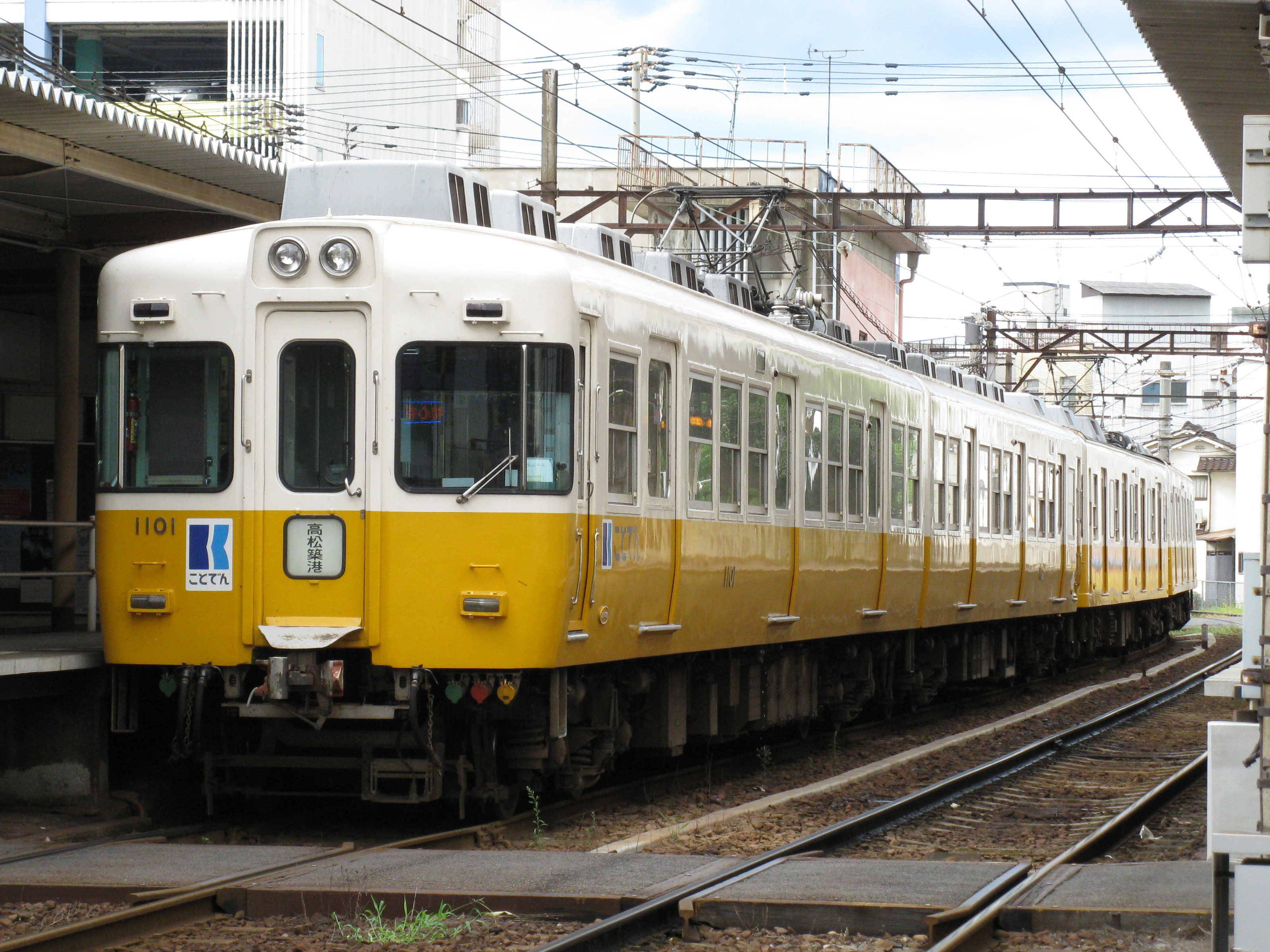
Sèrie 1100
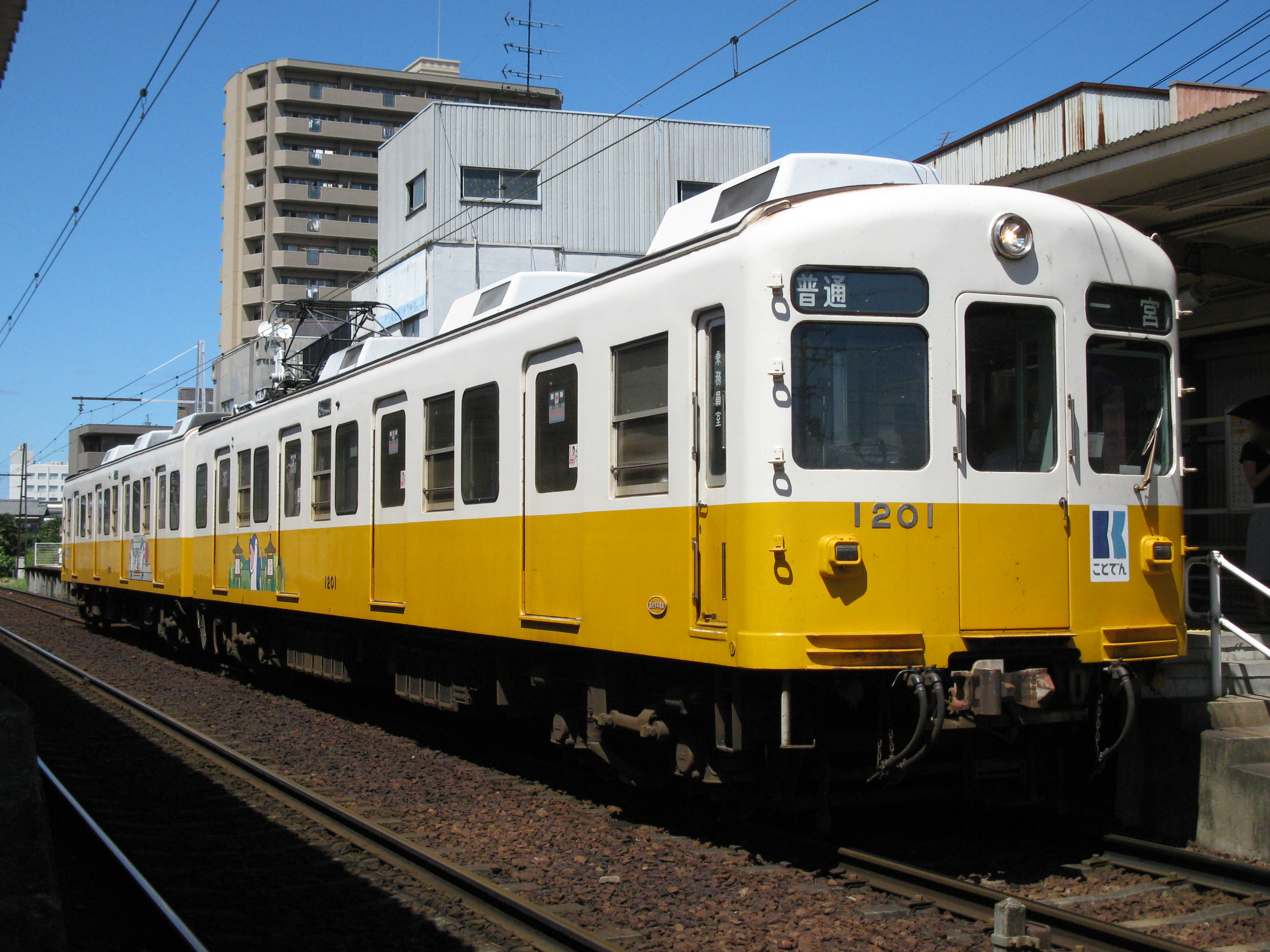
Sèrie 1200
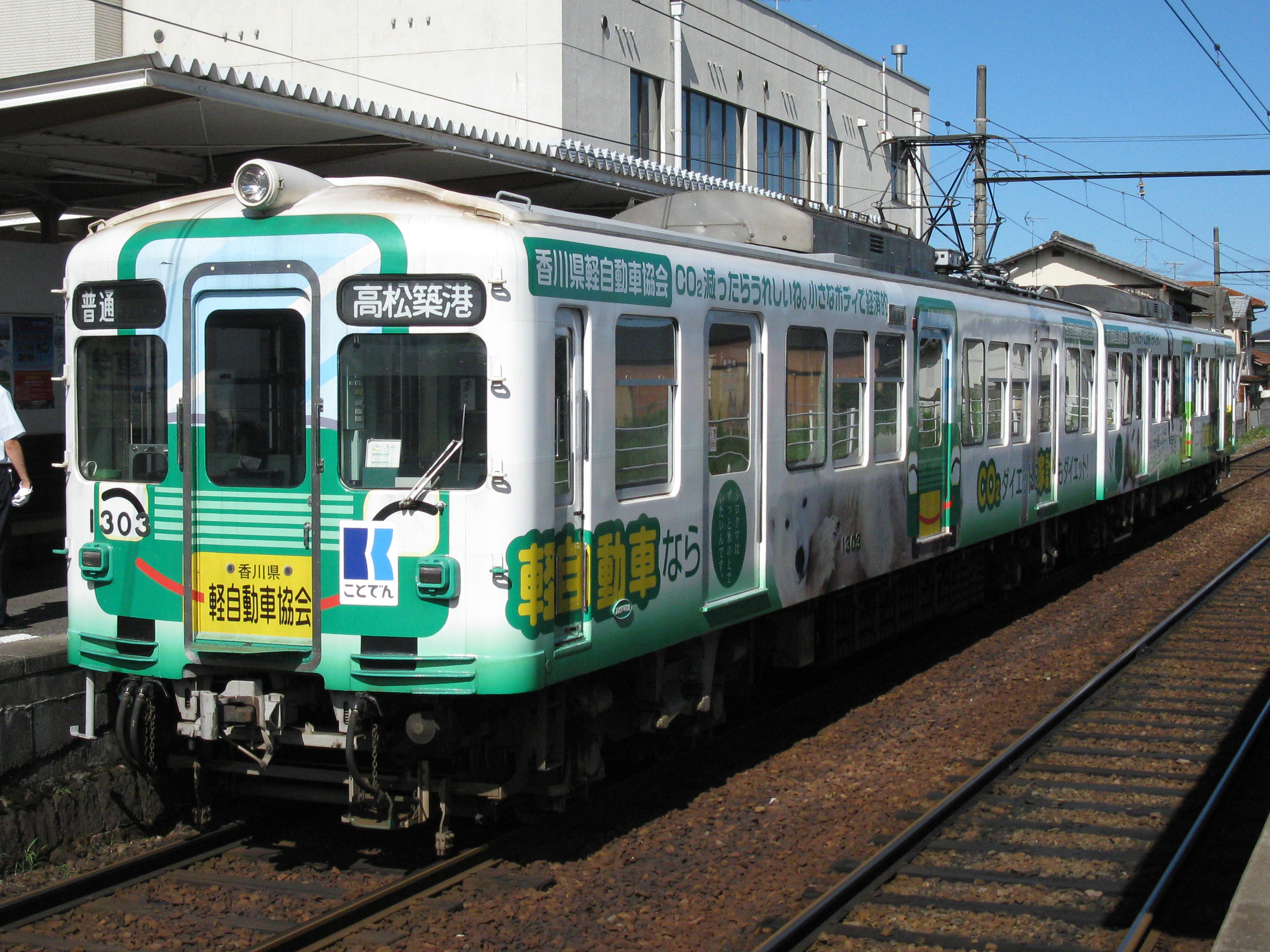
Sèrie 1300